# 道の駅松浦海のふるさと館
道の駅松浦海のふるさと館（みちのえき まつうらうみのふるさとかん）は、長崎県松浦市にある国道204号の道の駅である。

## 施設
- 駐車場
  - 普通車：58台
  - 大型車：6台
  - 身障者用：4台
- トイレ
  - 男：大 4器、小 7器
  - 女：8器
  - 身障者用：2器
- 公衆電話
- 情報コーナー
- 休憩コーナー
- 物産館「海のふるさと館」

『アジフライの聖地』のモニュメント

- 松浦市の『アジフライの聖地』宣言を記念する阿翁石のモニュメントがある[1]

## 休館日
- 1月1日

## アクセス
- 国道204号 松浦バイパス
  - 長崎県道11号佐世保日野松浦線
  - 長崎県道40号佐世保吉井松浦線
  - 長崎県道144号松浦江迎線
- 松浦鉄道 西九州線 松浦駅から徒歩

## 周辺
- 志佐漁港
- 志佐川
- 蛭子崎
- 国民健康保険直営松浦市立中央診療所
- 長崎県警察 松浦警察署